# Live at Birdland (album Johna Coltrane’a)
Live at Birdland – album nagrany przez amerykańskiego saksofonistę jazzowego Johna Coltrane’a i muzyków tworzących jego słynny kwartet. Nagrania (A1, A2 i B1) zrealizowano podczas koncertu w siedzibie nowojorskiego klubu Birdland 8 października 1963. Pozostałe nagrania zamieszczone na płycie (B2 i B3) powstały w Van Gelder Studio 18 listopada 1963. LP ukazał się nakładem wytwórni Impulse! Records w 1964. Reedycja na CD wydana przez Impulse! w 1996 (IMPD–198) zawierała dodatkowy utwór: „Villa” (4:36), nagrany w Van Gelder Studio 6 marca 1963.

## Muzycy
- John Coltrane – saksofon tenorowy, saksofon sopranowy
- McCoy Tyner – fortepian
- Jimmy Garrison – kontrabas
- Elvin Jones – perkusja

## Lista utworów
Strona A
| 1. | „Afro Blue” (Mongo Santamaria)              | 10:40 |
|    |                                             |       |
| 2. | „I Want to Talk About You” (Billy Eckstine) | 8:05  |
|    |                                             |       |
|    |                                             | 18:45 |
|    |                                             |       |
Strona B
| 1. | „The Promise” (John Coltrane) | 8:04  |
|    |                               |       |
| 2. | „Alabama” (John Coltrane)     | 5:05  |
|    |                               |       |
| 3. | „Your Lady” (John Coltrane)   | 6:35  |
|    |                               |       |
|    |                               | 19:44 |
|    |                               |       |

## Informacje uzupełniające
- Producent – Bob Thiele
- Inżynier dźwięku – Rudy Van Gelder
- Projekt graficzny – Joe Lebow
- Zdjęcie na okładce – Joe Alper
- Zdjęcia – Bob Ghiraldini
- Omówienie (nota o płycie) – Leroi Jones